# Arcidiecéze San Antonio
Arcidiecéze San Antonio (latinsky Archidioecesis Sancti Antonii) je římskokatolická arcidiecéze na části území severoamerického státu Texas se sídlem ve městě San Antonio a s katedrálou sv. Ferdinanda v San Antoniu. Jejím současným arcibiskupem je Gustavo García-Siller.

## Stručná historie
V roce 1874 zřídil papež Pius IX. diecézi San Antonio vyčleněním z diecéze galvestonské. Diecéze byla v roce 1926 povýšena na arcidiecézi, jíž byly podřízeny všechny diecéze ve státě Texas; až v roce 2004 vznikla druhá texaská provincie s arcidiecézí Galveston-Houston.

## Církevní provincie

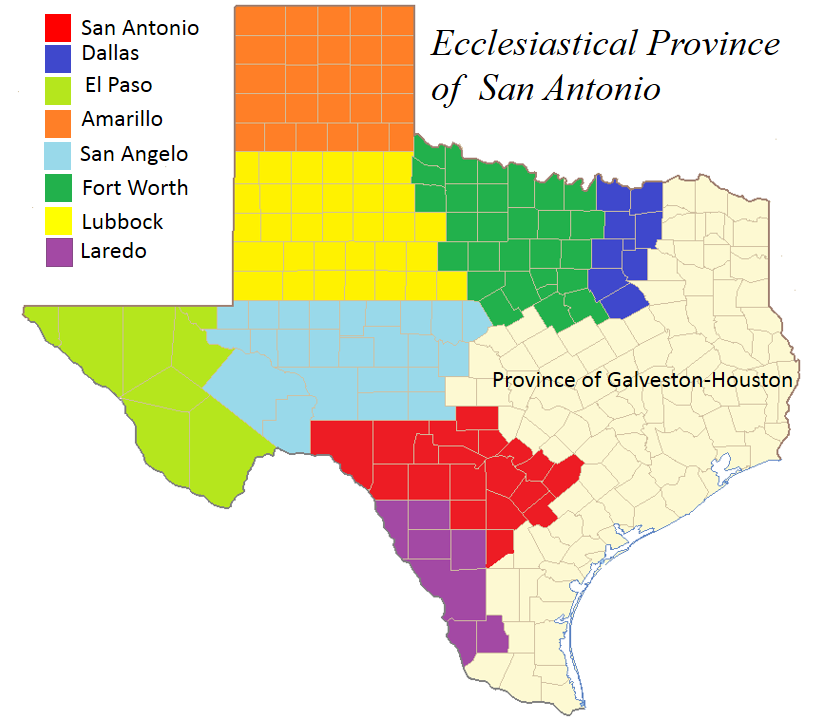
Mapa církevní provincie San Antonio

Jde o metropolitní arcidiecézi, jíž jsou podřízeny tyto sufragánní diecéze na území státu Texas:
- diecéze Amarillo
- diecéze Dallas
- diecéze El Paso
- diecéze Fort Worth
- diecéze laredská
- diecéze lubbocká
- diecéze San Angelo